# Oswaldo Minda
Tilson Oswaldo Minda Suscal (Quito, 26 luglio 1983) è un ex calciatore ecuadoriano, centrocampista.